# Otto Marschall
Otto Marschall (* 12. November 1857 in Breitensee; † 18. November 1935 in Gräfelfing bei München) war ein deutscher Kommunalpolitiker und Hofrat.

## Leben
Der Katholik Otto Marschall wurde am 12. November 1857 in Breitensee im Grabfeldgau/Unterfranken als Sohn eines Lehrers geboren. Nach dem Studium der Rechtswissenschaften absolvierte er vom Juli 1884 bis Oktober 1886 seinen Vorbereitungsdienst beim Amtsgericht Würzburg, den Landgerichten Würzburg und Bamberg, dem Stadtmagistrat Bamberg, bei den Bezirksämtern Bamberg und Fürth sowie in einer Fürther Anwaltskanzlei. 1886 bestand er den Staatskonkurs mit der Gesamtnote II. Seit September 1887 war er als Rechtsanwalt in Fürth tätig. Marschall war nach dem Rücktritt Gustav Gehrings von 1892 bis 1907 1. Bürgermeister und von 1907 dann Oberbürgermeister von Landshut. 1903 erhielt er bereits den Titel „Königlicher Hofrat“.
Der 1897 auf seine Anregung in Landshut veranstaltete 44. Deutsche Katholikentag bescherte dem Bürgermeister politisch Schwierigkeiten. In einer Amtszeit wurde 1903 die Landshuter Hochzeit zum ersten Mal von 145 Mitwirkenden nachgespielt wurde; 1905 ein „Festspiel als Einführung in das historische Hochzeitsgeschehen“ von Georg Schaumberg inszeniert. Im Zusammenhang mit dem Konkurs der Gewerbebank 1914/15 gab es erneut heftige politische Angriffe auf Marschall. Seine Amtszeit brachte aber trotz der Konflikte mit den Gemeindebevollmächtigten eine Reihe wichtiger Modernisierungen für Landshut, die lange Jahre zuvor nicht zur Durchführung gekommen waren.
Nach längerer Krankheit und anhaltenden Angriffen auf seine Person trat er am 1. Mai 1918 in den Ruhestand.
Er war u. a. als Elternbeirat am Humanistischen Gymnasium tätig. 1927 wurde er zum Ehrenbürger Landshuts ernannt.

## Ehrungen
- 1927 Ehrenbürger von Landshut